# Euagriosz Szkholasztikosz
Euagriosz Szkholasztikosz (Ευάγριος Σχολαστικός, Evágriosz Szholasztikósz, latinul: Evagrius/Euagrius Scholasticus), (536 vagy 537 – 600 körül) bizánci történetiró.

## Élete és műve
Epiphaniában (ma Hamá, Szíria) született. Ügyvédként működött, de jártas volt a nyelvészetben és az ékesszólástanban is, ezért nevezték Szkholasztikosznak. Egyetlen fennmaradt műve az Egyháztörténelem, amely 6 kötetben dolgozza fel a 431 és az 594 közötti eseményeket. Művét nyomtatásban először a párizsi könyvtár kézirata után Robert Estienne adta ki görögül 1544-ben.

## Magyarul
- Evagriosz Pontikosz a gondolatokról; ford., tan. Baán Izsák; Szt. Mauríciusz Monostor–L'Harmattan, Bakonybél  2006 (Lectio divina)
- Eulogioshoz; ford., bev., jegyz. Bara Péter; Szt. Mauríciusz Monostor–L'Harmattan, Bakonybél  2012 (Lectio divina)
- A szerzetes  praktikosz záz fejezet a lelki életről; bev., jegyz. Gabriel Bunge, ford. Szabó Ferenc Miklós; Bencés, Pannonhalma, 2014